# Order Chrystiana VII
Order Chrystiana VII (duń. Christian VIIs Orden, Christian 7.s Orden, Chrystian Den Syvendes Orden, łac. Ordenen Tessera Concordiæ) – order Królestwa Danii ustanowiony 21 października 1774 przez króla Chrystiana VII Oldenburskiego, z okazji ślubu jego przyrodniego brata księcia Fryderyka z księżniczką Zofią Fryderyką z Meklemburgii-Schwerinu. To odznaczenie powstało w miejsce Orderu Matyldy ustanowionego przez jego byłą już małżonkę Karolinę Matyldę Brytyjską. Order króla wyszedł z użycia wraz ze śmiercią jego macochy Juliany Marii Brunszwickiej w 1796.
Order nie posiadał statutów.

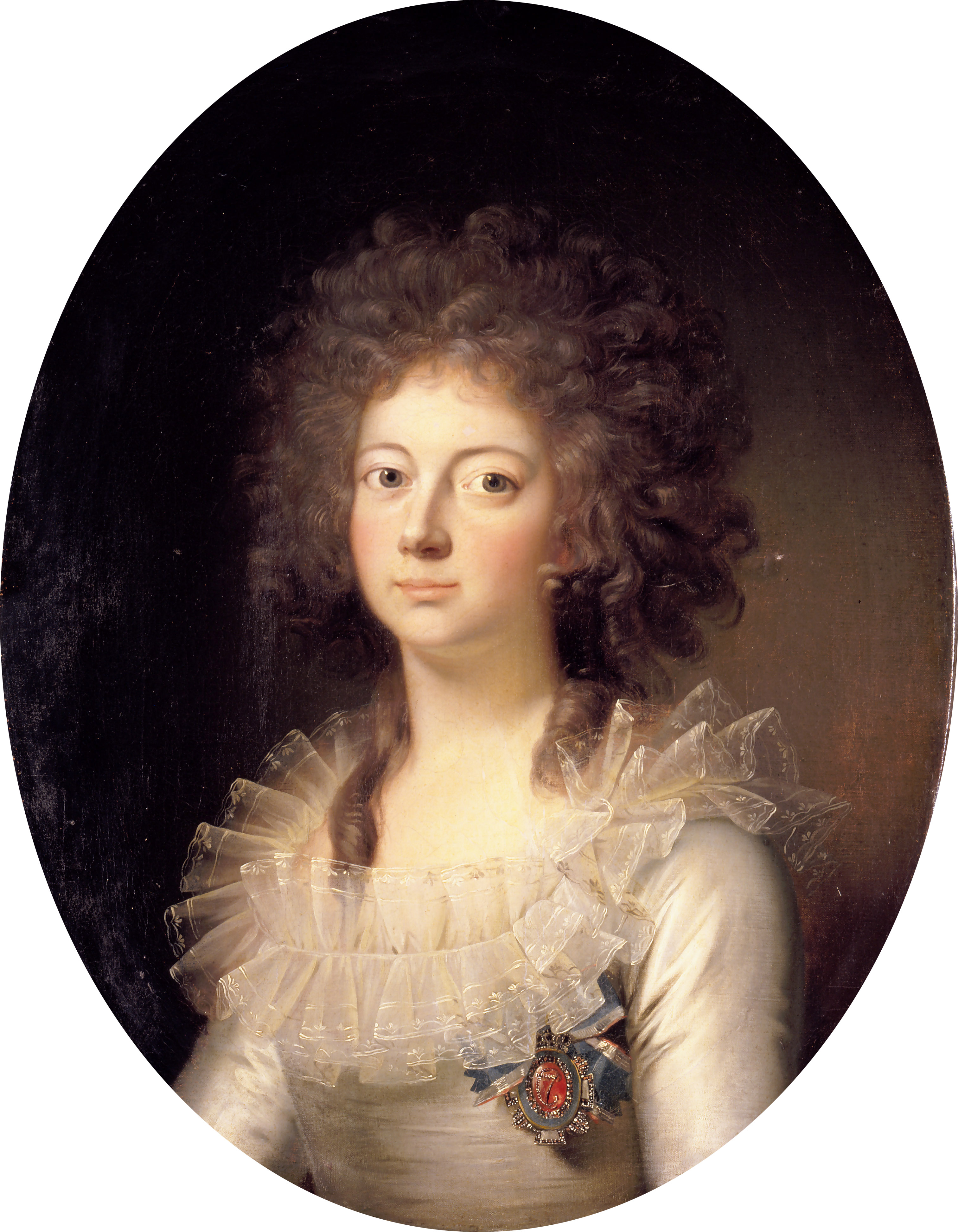
Późniejsza królowa Maria Zofia z Hesji-Kassel z insygniami orderu.

Niestety żaden Order Chrystiana VII nie przetrwał do naszych czasów, a jego wygląd znamy jedynie z rysunków i malunków (np. portretów). Na jedynym z nich odznaka miała formę krzyża (nawiązującego kształtem do Orderu Danebroga), na który położono stylizowany monogram króla „C7”, wysadzany i otoczony owalem z diamentów oraz dodatkową owalną ramką (z inskrypcją w niektórych wersjach), którą wieńczyła korona królewska. Pomiędzy ramionami krzyża, których krawędzie również wykonano z diamentów, umieszczono dodatkowe, wysadzane diamentami promienie, w pęczkach po pięć na raz. Na rewersie znajdował się ten sam monogram, u dołu którego umieszczono słonia z trąbą skierowaną w górę (nawiązując do Orderu Słonia). Na awersie innej wersji, na której nie było już diamentów, dodatkowo umieszczono inskrypcję z mottem króla „GLORIA EX AMORE PATRIÆ” (pol. CHWAŁA W MIŁOŚCI DO OJCZYZNY), a na odwrocie dewizę orderu „TESSERA CONCORDIÆ” (ZNAK JEDNOŚCI).
Odznaka mocowana była do błękitnej wstęgi wstęgi (kolor wstęgi Orderu Słonia) z czerwono-białymi (kolory wstęgi Orderu Danebroga) paskami wzdłuż krawędzi. W przypadku mężczyzn wstęga noszona była na szyi, a w przypadku kobiet wiązano ją w kokardę.

## Odznaczeni
Odznaczono kilka osób z rodziny królewskiej, m.in.:
- król Chrystian VII Oldenburg (fundator orderu)
- królowa wdowa Juliana Maria Brunszwicka (macocha króla)
- książę Fryderyk Oldenburg (przyrodni brat króla)
- księżna Zofia Meklemburska (żona brata króla)
- książę Fryderyk VI Oldenburg (następca tronu)
- księżna Maria Zofia Heska (żona następcy tronu)
- księżniczka Ludwika Augusta Oldenburg (córka króla)
- księżniczka Charlotta Amelia Oldenburg (ciotka króla)
- królowa Zofia Magdalena Oldenburg (siostra króla, żona Gustawa III Oldenburga)
- księżna Wilhelmina Karolina Oldenburg (siostra króla, żona Wilhelma IX Heskiego)
- księżna Luiza Oldenburg (siostra króla, żona Karola Heskiego)